# Joseph Margolis
Pour les articles homonymes, voir Margolis.
Joseph Zalman Margolis, né le 16 mai 1924 à Newark, New Jersey et mort le 8 juin 2021, est un philosophe américain issu d'une famille d'immigrants juifs originaires d'Europe centrale. À partir de 1991, il est titulaire de la chaire the Laura H. Carnell de philosophie à l'Université Temple, Philadelphie. Margolis se réclame d'un historicisme radical et du pragmatisme américain. Il est également le penseur d'une forme de relativisme qu'il nomme robust relativism. Il est un représentant de l'esthétique analytique.
D'abord formé à la philosophie analytique, il s'intéresse aux travaux de Ludwig Wittgenstein et de W.V. Quine. Ses premiers ouvrages portent essentiellement sur l'esthétique. Par la suite, sa réflexion porte sur la philosophie de l'histoire (en particulier celle de Hegel) à laquelle s'ajoute l'influence des pragmatistes C. S. Peirce et John Dewey. Sa théorie du relativisme remonte aux premiers penseurs de ce qu'il nomme le « flux » (« the flux ») tel Protagoras ; cette image (également présente chez William James) lui est suggérée par le postulat que la pensée est de nature historique, c'est-à-dire fluctuante et relative à un état socio-historique donné. Cette conception s'oppose à l'idée de permanence et de stabilité qui, selon Margolis, caractérise l'autre versant de l'histoire de la philosophie occidentale depuis l'Antiquité.

## Principales publications (titres originaux)
- The Arts and the Definition of the Human: Toward a Philosophical Anthropology, Stanford: Stanford University Press, 2009.
- The Unraveling of Scientism: American Philosophy at the End of the Twentieth Century, Ithaca, N.Y.: Cornell University Press, 2003.
- Reinventing Pragmatism: American Philosophy at the End of the Twentieth Century, Ithaca, N.Y.: Cornell University Press, 2002.
- The Quarrel between Invariance and Flux: A Vade Mecum for Philosophers and Other Players, With Jacques Catudal, University Park: Pennsylvania State University Press, 2001.
- What, After All, Is a Work of Art? Lectures in the Philosophy of Art, University Park: Pennsylvania State University Press, 1999. xxii+ 143pp. A Japanese translation is pending.
- A Second-Best Morality. The Lindley Lecture, University of Kansas, 14 October 1997, Lawrence: University of Kansas, 1998. 26pp.
- Life without Principles: Reconciling Theory and Practice, Oxford: Basil Blackwell, 1996.
- Historied Thought, Constructed World: A Conceptual Primer for the Turn of the Millennium, Berkeley: University of California Press, 1995.
- Interpretation Radical But Not Unruly: The New Puzzle of the Arts and History, Berkeley: University of California Press, 1995.
- The Flux of History and the Flux of Science, Berkeley: University of California Press, 1993.
- The Truth about Relativism, Oxford: Basil Blackwell, 1991.
- Texts without Referents: Reconciling Science and Narrative, Oxford: Basil Blackwell, 1989.
- Science without Unity: Reconciling the Natural and the Human Sciences, Oxford: Basil Blackwell, 1987.
- Psychology: Designing the Discipline, With Peter Manicas, Rom Harré, and Paul Secord. Oxford: Basil Blackwell, 1986...
- Pragmatism without Foundations: Reconciling Relativism and Realism, Oxford: Basil Blackwell, 1986.
- Culture and Cultural Entities, Dordrecht: D. Reidel, 1984.
- Philosophy of Psychology, Foundations of Philosophy Series. Englewood Cliffs: Prentice-Hall, 1984.
- Art and Philosophy, Atlantic Highlands, N.J.: Humanities Press; Hassocks: Harvester Press, 1980.
- Persons and Minds, Boston Studies in the Philosophy of Science. Dordrecht: D. Reidel, 1978.
- Negativities: The Limits of Life, Columbus, Ohio: Charles Merrill, 1975.
- Knowledge and Existence: An Introduction to Philosophical Problems, New York: Oxford University Press, 1973.
- Values and Conduct, Oxford: Oxford University Press, 1971.
- Psychotherapy and Morality: A Study of Two Concepts. New York: Random House, 1966.
- The Language of Art and Art Criticism: Analytic Questions in Aesthetics, Detroit: Wayne State University Press, 1965.
- The Art of Freedom: An Essay in Ethical Theory, Dissertation, Columbia University, 1953.